# Eftychia
Eftychia (griechisch ευτυχία, phonetisch ˌɛfti'hiːə) ist ein weiblicher Vorname. Er leitet sich ab von εὖ ‚gut‘ und τύχη ‚Glück‘ und bedeutet ‚Glücksseligkeit‘. Eine Koseform ist Effie. Zu den bekannten Namensträgerinnen gehören:
- Eftychia Papagiannopoulou (1893–1972), griechische Liedtexterin
- Eftychia Stavrianopoulou (geboren 1962), griechische Althistorikerin
- Effy Vayena (geboren 1972), griechisch-schweizerische Bioethikerin
- Eftychia Karagianni (geboren 1973), griechische Wasserpolo-Spielerin und Olympia-Siegerin
- Eftychia Pappa-Papavasilopoulou (geboren 1981), griechisch-amerikanische Wasserspringerin

Siehe auch:
- Eftychia (Film), griechische Filmbiografie über Eftychia Papagiannopoulou